# Marijana Bartolić
Marijana Bartolić (Karlovac, 18. listopada 1987.) hrvatska je tekvandoašica i karatistica. 

## Životopis
Godine 2008. bila je seniorska doprvakinja Hrvatske izgubivši u završnoj borbi od Lucije Zaninović. Tri godine poslije (2011.) nastupila je na Svjetskom prvenstvu u karateu održanome u Italiji, gdje je u kategoriji "Point Karate" seniorki do 53 kilograma osvojila zlatnu medalju.
Od završetka športske karijere Marijana živi i radi u inozemstvu.